# Pseudotrimezia barretoi
Pseudotrimezia barretoi är en irisväxtart som beskrevs av Robert Crichton Foster. Pseudotrimezia barretoi ingår i släktet Pseudotrimezia och familjen irisväxter. Inga underarter finns listade i Catalogue of Life.